# Киттел, Уолтер Эдвард
Уолтер Эдвард Киттел (англ. Walter Edward Kittel), также известный как Уолтер Эдвардс (англ. Walter Edwards, 1880–1922) — пионер американской авиации на Тихоокеанском Северо-Западе.

## Биография
10 августа 1912 года, получив временный маршрут № 673001 от почтового департамента США, Киттел (Эдвардс) совершил первый официально санкционированный рейс авиапочтой на Тихоокеанском Северо-Западе, когда он доставил почту из Уэйверли Гольф Линкс в Орегоне на свою базу в Ванкуверских казармах в Ванкувере, штат Вашингтон.
Используя тот же самолёт, на котором ранее в том же году Сайлас Кристоферсон взлетал с крыши отеля Multnomah в Портленде, штат Орегон, Киттел/Эдвардс доставил 5000 почтовых отправлений, каждое из которых отмечено специальным памятным гашением, в Ванкувер, штат Вашингтон, в тот же день. Этот полёт был первым межгосударственным авиапочтовым рейсом в Соединённых Штатах.

## Уолтер Эдвардс / Уолтер Эдвард Киттел
В 1912 году из отеля Сиэтла Киттел выступил с заявлением о своём решении сменить имя на Уолтера Эдвардса; в заявлении он критиковал членов своего социального круга и их безделье как причину отчуждения со своей семьёй.